# Valve sigmoïde
Pour les articles homonymes, voir valve.
Une valve sigmoïde est une valve artérielle assurant la liaison entre un ventricule et les vaisseaux partant du cœur. Il existe deux valves sigmoïdes, la valve aortique entre le ventricule gauche et l'aorte et la valve pulmonaire entre le ventricule droit et l'artère pulmonaire, chaque valve étant composée de trois valvules.
- La valve pulmonaire située à l'entrée de l'artère pulmonaire, est constituée comme l'aorte de trois valvules (ou cuspides) sigmoïdes (antérieur, droit et gauche) orientées vers l'artère pulmonaire.
  - Elle s'ouvre pendant la contraction du ventricule droit, permettant ainsi l'éjection du sang vers les poumons.
  - Ensuite elle se referme, évitant le reflux sanguin.
- La valve aortique située à la naissance de l'aorte, est composée de trois valvules (ou cuspides) sigmoïdes (postérieur, droit et gauche) en forme de cupules ouvertes vers l'aorte.
  - Elle s'ouvre à cause de la pression du sang, durant la contraction du ventricule gauche. Ceci correspond à la systole.
  - Elle se referme ensuite pendant le relâchement du ventricule gauche, une fois que le sang a été éjecté dans l'aorte en fin de systole.